# 子は親の鏡
子は親の鏡（こはおやのかがみ）は、ドロシー・ロー・ノルテによって残された言葉。

## 概要
子を見たならば、その子の親というのはどのような親であるかが分かるということである。親による子に対してのしつけや愛情というのは、全てが子に反映しているためであるから。この言葉は子の振る舞いから親の考え方や品性が窺い知れるという意味合いで、親への訓戒として用いられる場合もある。

### 由来
この言葉は1954年にアメリカ合衆国の教育学者であったドロシー・ロー・ノルテによって書かれた詩が由来である。この詩では、親の言葉や態度が子の成長に深く影響を与えるということが示されている。例えば親が否定的な言葉を子に送っているならばこのことが子を傷付け、その結果その子は他人に対して攻撃的な態度をとるようになるとのことである。その一方で子を褒めていたならば子は明るい子に育ち、子の自信につながり明るく前向きな子になるとのことである。